# هانس مارتینز
هانس مارتینز (انگلیسی: Hans Martínez؛ زادهٔ ۴ ژانویهٔ ۱۹۸۷) بازیکن سابق فوتبال اهل شیلی است که عمدتاً در پست مدافع میانی بازی می‌کرد، اما توانایی بازی در پست دفاع چپ یا هافبک دفاعی را نیز داشت.
وی همچنین در تیم‌های ملی فوتبال زیر ۱۷ سال شیلی، زیر ۲۰ سال شیلی، و شیلی بازی کرده‌است.